# Stensbæk (Bindslev Sogn)
 For alternative betydninger, se Stensbæk. (Se også artikler, som begynder med Stensbæk)
Stensbæk er en lokalitet nordøst for Nørre Bindslev by, Bindslev Sogn. 
Opkaldt efter hovedgården Stensbæk, der oprindeligt hørte under Herregården Odden ved Mygdal.

57°33′11″N 10°13′03″Ø / 57.5531°N 10.2175°Ø